# Lauren Holtkamp
Lauren Holtkamp (Jefferson City, 24 novembre 1980) è un arbitro di pallacanestro statunitense.

## Biografia
Cestista durante gli anni universitari alla Drury University, arbitra dal 2010 nella NBA Development League, serie minore di preselezione alla serie maggiore. Diventa nel 2014 arbitro professionista nella NBA, terza donna a ricoprire questo ruolo nella storia della federazione professionistica statunitense.